# Pelouses de Sivry-la-Perche et Nixeville
Pelouses de Sivry-la-Perche et Nixeville este o arie protejată (sit de importanță comunitară — SCI) din Franța întinsă pe o suprafață de 60 ha, integral pe uscat.

## Localizare
Centrul sitului Pelouses de Sivry-la-Perche et Nixeville este situat la coordonatele 49°07′20″N 5°15′52″E / 49.12222°N 5.26444°E.

## Înființare
Situl Pelouses de Sivry-la-Perche et Nixeville a fost declarat arie specială de conservare în baza directivei 92/43 din 1992 referitoare la conservarea habitatelor naturale și a faunei și florei sălbatice pentru a proteja un număr necunoscut de specii din flora spontană și fauna sălbatică aflate în arealul zonei.

## Biodiversitate
Situată în ecoregiunea continentală, aria protejată conține 2 habitate naturale: Pajiști uscate seminaturale și facies de acoperire cu tufișuri pe substraturi calcaroase (Festuco-Brometalia) (* situri importante pentru orhidee), Formațiuni de Juniperus communis pe lande sau pajiști calcaroase.
La baza desemnării sitului se află un număr nedeclarat de specii protejate.
Pe lângă speciile protejate, pe teritoriul sitului au mai fost identificate 2 specii de plante, 1 specie de păsări.